# Saned
Saned Rivera Rodríguez (San Juan; 30 de mayo de 1976) más conocida artísticamente como Saned, es una cantautora y músico  puertorriqueño-estadounidense de salsa. Es hermana del cantante Jerry Rivera, con quien ha realizado colaboraciones le ha compuesto canciones. Ha lanzado dos producciones al final de la década del 90, y logró entrar en la lista de Tropical Airplay de Billboard con las canciones «Más» y «Cuando tú te fuiste» en 1997.

## Biografía
Saned Rivera nació el 30 de mayo de 1976, en San Juan, Puerto Rico. Hija de Edwin Rivera y Dominga Rodríguez. Ella proviene de una familia musical, pues su padre fue miembro de un trío que cantaba en hoteles y resorts desde temprana edad y su madre era cantante y pertenecía al Coro de la Universidad de Puerto Rico. 
Sus hermanos son los cantantes salseros Edwin y Jerry Rivera.

## Carrera musical
El álbum debut de Saned fue trabajado musicalmente por Ramón Sánchez y distribuido por la multinacional EMI Latin. Los invitados a grabar fueron Johnny Rivera, Tito Allen y Oswaldo Román en los coros, Cusi Castillo, Rafi Torres, Toñito Vázquez, Tito de Gracia y Ramón Sánchez, entre otros músicos de renombre, las composiciones para Omar Alfanno, Luis Ángel, Rodolfo Barreras y Rudy Pérez. A su salida no produjo ningún impacto, sin embargo la compañía realizó un gran esfuerzo promocional por proyectar a la joven Saned, por supuesto se encontraba bajo la sombra de su hermano Jerry, quien para ese año ya gozaba de gran popularidad. En Venezuela, se concretaron 3 grandes éxitos, "Por Tu Amor", "Gata Sin Luna" y  "La Primera Vez". «Más» y «Cuando tú te fuiste» lograron entrar en la lista Tropical Airplay de Billboard.
La segunda producción para Saned Rivera, un trabajo musical realizado por Ceferino Caban con un total de 10 selecciones de las cuales, arregló 8 de ellas, algunas en colaboración con Nino Segarra, Julito Alvarado, James Hernández, Ernesto Sánchez, Eduardo Reyes y Erick Figueroa. Muy bien recibido por la crítica a su salida, se dejaron escuchar Prohibido, Corazón Encendío, Baila Conmigo y La Oportunidad, esta última grabada posteriormente por su hermano Jerry quien la convirtió en un éxito mayor.
En 2002, compuso «No lo entiendo» y «Hoy me juraré» junto a Jerry Rivera para su álbum Vuela muy alto. En 2005, lo haría nuevamente para la canción «Ríos de dolor».
En 2006, Jerry Rivera participó en una nueva edición de la Organización Panamericana de la Salud (OPS) para promover la campaña “Únete para poner fin a la Violencia contra la Mujer”. Allí lanzó junto a Saned la canción «Ríos de dolor».
Su single, «Sobreviviré» (versión salsa), demarcó su regreso a la música en 2009.

## Discografía

### Álbumes de estudio
- Quiero entregarme a ti (1997) EMI Latin
- Prohibido (1999) EMI Latin

### Colaboraciones
- Vuelve (con Edwin Rivera) (2000) R.F. Música - Volver a comenzar
- Ay mi vida (con Jerry Rivera) (2005) Sony BMG Norte - Ríos de dolor (versiones en Salsa y Balada)[15]
- Cuando el silencio hace ruido (Mikey Perfecto) (2007) Discos Primo - Candela [16]